# Dekanija Zavrč
Dekanija Zavrč je rimskokatoliška dekanija Ptujsko-ormoškega naddekanata Nadškofije Maribor. Župniji Stoperce in Žetale sta do 7. aprila 2006, ko je bila ustanovljena Škofija Celje, spadali pod Dekanijo Rogatec. Ob ustanovitvi nove škofije sta ostali v mariborski škofiji in priključeni Dekaniji Zavrč, medtem ko je Dekanija Rogatec pristala v Škofiji Celje.

## Župnije
- Župnija Stoperce
- Župnija Sv. Andraž v Halozah - Zgornji Leskovec
- Župnija Sv. Barbara v Halozah - Cirkulane
- Župnija Sv. Trojica - Podlehnik
- Župnija Sv. Vid pri Ptuju
- Župnija Zavrč
- Župnija Žetale